# Concursul Muzical Eurovision Junior 2013
Concursul Muzical Eurovision Junior 2013 a fost a unsprezecea ediție anuală a Concursului Muzical Eurovision Junior și s-a ținut în Kiev, Ucraina. Finala a avut loc pe 30 noiembrie, postul de televiziune NTU fiind gazda evenimentului. Aceasta este a doua oară când concursul se ține în Ucraina, după cel din 2009. Totodată este a două oară ,în istoria concursului, când țara câștigătoare din anul precedent găzduiește evenimentul.

## Locație
Pentru mai multe detalii despre orașul gazdă, vedeți Kiev.
Pe 17 aprilie 2013,  televiziunea națională din Ucraina, NTU și EBU au anunțat că Palatul "Ucraina" din Kiev va fi sala în care va urma să se țină Concursul Muzical Eurovision Junior 2013.

## Format
Supervizorul executiv al Concursului Muzical Eurovision Junior, Vladislav Iakovlev, a anunțat la data de 17 iulie 2013, că începând cu ediția din 2013 vor avea loc câteva schimbări. Concursul nu se va mai axa pe piesa câștigătoare, ci va premia piesele ce se vor clasa în top 3.
Pe 7 octombrie 2013, supervizorul executiv a anunțat că a reușit să păstreze participarea a doisprezece țări pentru concursul din Kiev, Ucraina. Zece țări și-au confirmat participarea până în prezent, însă nu se cunosc încă care vor fi celelalte două țări participante.

### Aspect grafic
Designerul Elias Ledakis, care s-a ocupat de proiectarea scenei la Concursul Muzical Eurovision 2006, la Atena, Grecia, a fost anunțat la 7 octombrie 2013, ca fiind, de asemenea, proiectantul scenei de la Concursul Muzical Eurovision Junior 2013.

## Țările Participante
| Poziție | Țara                | Limba                | Artistul               | Cântecul                  | Traducerea în română             | Poziția | Punctaj |
| ------- | ------------------- | -------------------- | ---------------------- | ------------------------- | -------------------------------- | ------- | ------- |
| 01      | Suedia              | suedeză              | Elias Elffors Elfström | "Det är dit vi ska"       | Încolo mergem                    | 9       | 46      |
| 02      | Azerbaidjan         | azeră, engleză       | Rüstəm Kərimov         | "Me and my guitar"        | Eu și chitara mea                | 7       | 66      |
| 03      | Armenia             | armeană, engleză     | Monica Avanesian       | "Choco-Fabric"            | Fabrica de ciocolată             | 6       | 69      |
| 04      | San Marino          | italiană             | Michele Perniola       | "O-o-O Sole intorno a me" | O-o-O Lumina soarelui peste mine | 10      | 42      |
| 05      | Republica Macedonia | macedoneană          | Barbara Popović        | "Ohrid i muzika"          | Ohrid și muzica                  | 12      | 19      |
| 06      | Ucraina             | ucraineană, engleză  | Sofia Tarasova         | "We are one"              | Suntem una                       | 2       | 121     |
| 07      | Belarus             | rusă                 | Ilia Volkov            | "Poi so mnoi"             | Cântă cu mine                    | 3       | 108     |
| 08      | Republica Moldova   | română, engleză      | Rafael Bobeica         | "Cum să fim"              | -                                | 11      | 41      |
| 09      | Georgia             | georgiană            | The Smile Shop         | "Give Me Your Smile"      | Dă-mi zâmbetul tău               | 5       | 91      |
| 10      | Țările de Jos       | neerlandeză, engleză | Mylène and Rosanne     | "Double me"               | Dublează-mă                      | 8       | 59      |
| 11      | Malta               | engleză              | Gaia Cauchi            | "The Start"               | Începutul                        | 1       | 130     |
| 12      | Rusia               | rusă                 | Daiana Kirillova       | "Mecitai" (Мечтай)        | Visul                            | 4       | 106     |

## Alte țări
- Albania- Pe 27 septembrie 2013, șeful delegației albaneze, Kleart Duraj a informat ESCkaz.com că RTSH s-a retras din motive financiare.
- Belgia- Televiziunea flandră, VRT, deținătoarea canalului pentru copii Ketnet, a anunțat că nu sunt interesați să participe în 2013, concentrându-se la organizarea unui concurs pentru tinerele talente din Belfia. [9]
- Bulgaria- BNT a anunțat că nu vor reveni în concurs.
- Israel- Pe 21 octombrie 2013, Esc+Plus a anunțat că țara nu va participa la următorul concurs.
- Letonia- LTV a anunțat că nu vor reveni în concurs.
- Portugalia- RTP a anunțat că nu vor reveni în concurs, datorită desfășurării unui concurs muzical național pentru copii, numit Gala Micii Cântăreți.
- Spania- Yago Fandiño, directorul TVE al programelor pentru copii, a declarat pe 7 septembrie 2013, că TVE și EBU negociază revenirea acestora în concurs.